# Општина Вермеш (Караш-Северин)
Вермеш (рум. Vermeş) општина је у Румунији у округу Караш-Северин.
Oпштина се налази на надморској висини од 143 m.